# Guy Patin

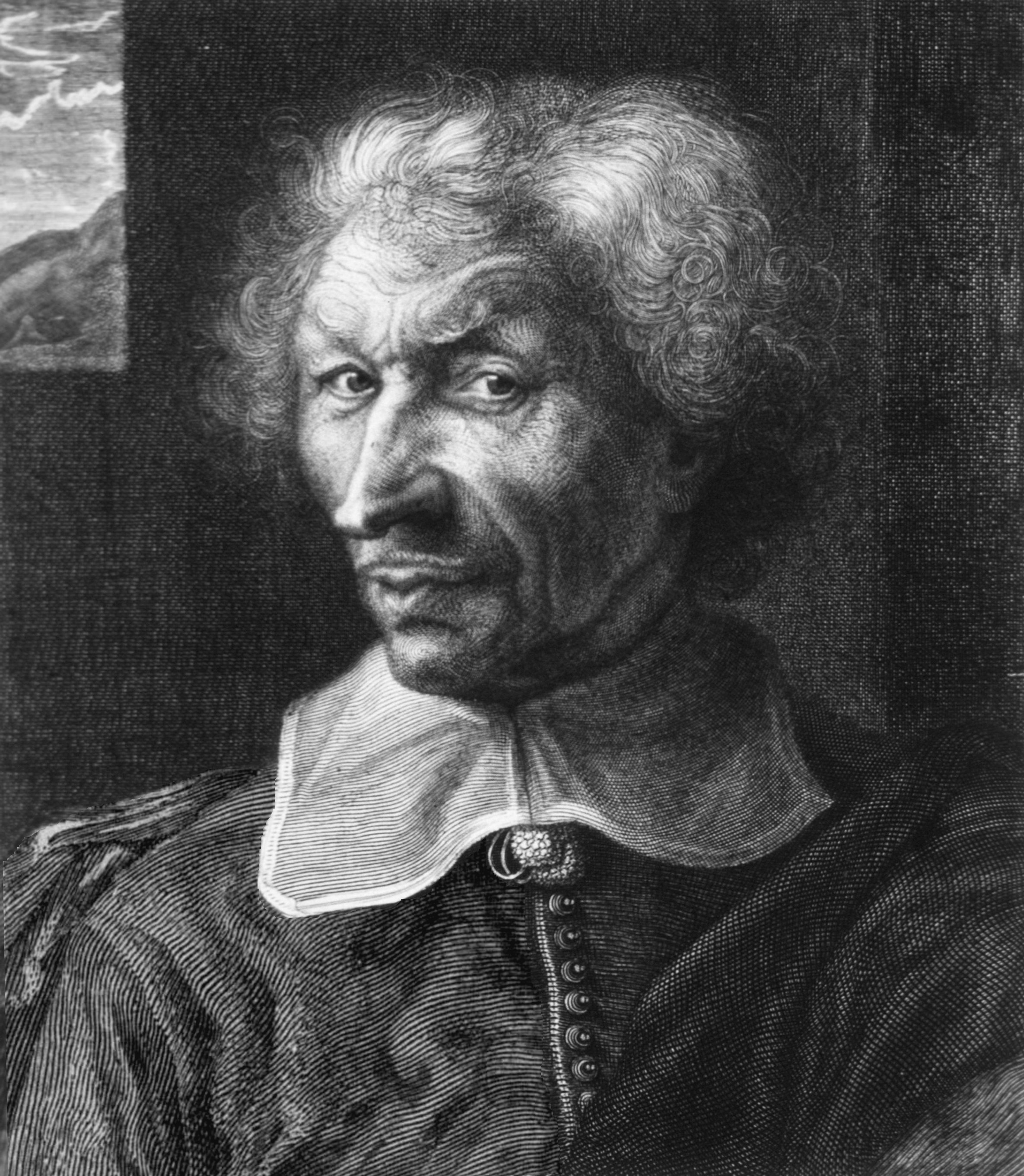
Guy Patin

Guy Patin, född 31 augusti 1601 i La Place nära Hodenc-en-Bray, departementet Oise, död 30 augusti 1672 i Paris, var en fransk läkare.
Patin blev 1646 professor i kirurgi vid medicinska fakulteten i Paris och 1655 medicine professor vid Collège royal. Han var en av den dåtida Parisskolans mest berömda lärare. Mest bekant är han genom sin häftiga strid mot Paracelsus läror och genom de efter hans död publicerade Lettres choisies, vilka genom sin snillrika ironi och sina pikanta anekdoter väckte stort uppseende.